# Дяпаловце
Дяпаловце (словац. Ďapalovce) — село и одноимённая община в районе Вранов-над-Топлёу Прешовского края Словакии. В письменных источниках начинает упоминаться с 1408 года.

## География
Село расположено в южной части края, в южной части Низких Бескид, в долине реки Ондалик, при автодороге 3629. Абсолютная высота — 191 метр над уровнем моря. Площадь муниципалитета составляет 14,38 км².

## Население
| Год:                | 1994 | 2004    | 2014    | 2024    |
| ------------------- | ---- | ------- | ------- | ------- |
| Количество человек: | 513  | 486     | 461     | 415     |
| Разница:            |      | −5,26 % | −5,14 % | −9,97 % |

По данным последней официальной переписи 2011 года, численность населения Дяпаловце составляла 472 человека.